# Thank You, Happy Birthday
Thank You, Happy Birthday é o segundo álbum de estúdio da banda estadunidense de rock Cage the Elephant, lançado em 11 de janeiro de 2011. Foi produzido por Jay Joyce, o qual também havia produzido o álbum anterior da banda.

## Lista de faixas
| N.º            | Título                                    | Duração |  |
| 1.             | "Always Something"                        | 3:41    |  |
| 2.             | "Aberdeen"                                | 3:12    |  |
| 3.             | "Indy Kidz"                               | 5:02    |  |
| 4.             | "Shake Me Down"                           | 3:31    |  |
| 5.             | "2024"                                    | 3:10    |  |
| 6.             | "Sell Yourself"                           | 2:11    |  |
| 7.             | "Rubber Ball"                             | 3:47    |  |
| 8.             | "Right Before My Eyes"                    | 3:14    |  |
| 9.             | "Around My Head"                          | 3:11    |  |
| 10.            | "Sabertooth Tiger"                        | 2:51    |  |
| 11.            | "Japanese Buffalo"                        | 3:03    |  |
| 12.            | "Flow"                                    | 3:27    |  |
| 13.            | "Right Before My Eyes (take alternativo)" | 3:56    |  |
| Duração total: | Duração total:                            | 45:20   |  |

## B sides
| N.º | Título                                          | Duração |  |
| 1.  | "Carry Me In"                                   | 5:58    |  |
| 2.  | "Doctor Doctor Doctor, Help Me Help Me Help Me" | 2:14    |  |